# オレグ・イワシチェンコ
オレグ・イワノビッチ・イワシチェンコ(ウクライナ語: Іващенко Олег Іванович)は、ウクライナの軍人。ウクライナ対外情報庁長官を務める。

## 経歴
2017年10月時点で、少将の階級で、ウクライナ国防省情報総局第一副局長兼ウクライナ軍参謀本部諜報担当参謀次長を務めていた。
2021年から、ウクライナ軍総司令官補佐官も兼務した。
2024年3月26日、ウクライナ対外情報庁長官に任命された。
2024年3月28日、ウクライナ大統領ヴォロディミル・ゼレンスキーはウクライナ対外情報局の新しい長官を正式に紹介した。
2024年3月29日よりウクライナ国軍最高司令部の幕僚となった。同時にウクライナ国家安全保障・国防会議のメンバーとなった。

## 階級
軍事科学の候補者
中将(2021年)

## 栄典
ボフダン・フメリニツキー3等勲章 - 2022年3月31日
ダニーロ・ハリツキー勲章